# Robbedoes (blad)
Robbedoes was de Nederlandstalige uitgave van het Belgische Franstalige stripweekblad Spirou, genoemd naar de held uit de stripreeks Robbedoes en Kwabbernoot (Frans: Spirou et Fantasio). Het weekblad verscheen in 1938 voor het eerst. In 2005 werd de uitgave gestaakt.

## Geschiedenis
Het eerste nummer van Spirou verscheen in april 1938. Enkele maanden later volgde de Nederlandstalige versie Robbedoes, die in onder andere Nederland, België, Luxemburg, Nederlands-Indië, Nieuw-Guinea en tal van andere Nederlandstalige of deels Nederlandstalige gebieden verscheen. Ook lezers die niet in een Nederlandstalig gebied woonden konden een abonnement op Robbedoes nemen, al was de abonnementsprijs dan wel fors hoger (circa 125% van de normale abonnementsprijs).
Tegen het einde van de Tweede Wereldoorlog moest het tijdschrift zijn publicatie staken wegens papierschaarste. Na de oorlog verscheen Robbedoes bijna direct opnieuw, nu op een kleiner formaat. De periode 1945-1960 wordt door veel stripkenners beschouwd als de gouden jaren van het weekblad Robbedoes en van het Belgische stripverhaal in het algemeen.
In Robbedoes verschenen vooral feuilletons van stripverhalen. Een groot aantal van deze strips werd later als stripalbum uitgegeven bij onder anderen uitgeverij Dupuis. Er verschenen ook gags van onder meer Guust Flater, Bollie en Billie en Flippie Flink in Robbedoes. Vaste rubrieken in Robbedoes waren "de brievenbus" en "Robbedoes Interviewt".
Net als de Franstalige versie bleek Robbedoes een springplank voor striptekenaars. Vanaf het begin werden de stripbladen gebundeld in Robbedoes-verzamelalbums, waarvan er 262 zijn verschenen. Van Robbedoes verzamelalbum 194 verschenen slechts 923 volledig Nederlandse exemplaren, omdat de oplage van Robbedoes 2628 kleiner dan normaal was. In de andere exemplaren stak één Franstalig nummer.
Robbedoes werd, in tegenstelling tot Spirou, verkleind tot 32 pagina's, bijna uitsluitend stripverhalen. Het grootste gedeelte werd opgevuld door komische reeksen, aangevuld met enkele vervolgverhalen. Ondanks de nog steeds gemiddeld hoge kwaliteit van de strips ging de verkoop steil achteruit. De laatste periode was Robbedoes alleen nog verkrijgbaar via een abonnement en niet meer in de losse verkoop. In juli 2005 verdween Robbedoes van de Nederlandstalige stripmarkt, nadat de oplage was teruggelopen tot 2.000 exemplaren. Spirou bleef bestaan.
In maart 2022 werd een eenmalige terugkeer van Robbedoes aangekondigd ter gelegenheid van de honderdste verjaardag van uitgeverij Dupuis. De uitgave bevat onder meer artikelen met voormalige medewerkers van het tijdschrift en is gepland te verschijnen in september 2022.

## De strips
In Robbedoes verschenen onder andere de volgende strips:
- Allan Cardan
- Archie Cash
- Arme Lampil
- Arnold van Caeneghem
- Attila
- Aymone
- Baard en Kale
- Beetle Bailey
- De Beverpatroelje
- Biebel
- Bizu
- Blasius en Zakkenloper
- Blauwbloezen
- Bollie en Billie
- Bram Jager
- Brice Bolt
- Buck Danny
- Bug 30
- Cara en Calebas
- Caesar en Josientje
- Chocolarie
- Christian Vanel
- Dan Lanker
- De verhalen van Oom Wim
- Dokter Gladstone
- Dokter Zwitser
- Engelientje
- Flagada
- Flip Flink
- Foufi
- Frommeltje en Viola
- Gaffel en Gitaar tegen Foxy Lady
- German en wij...
- Guus Slim
- Guust
- Hultrasson
- Isabel
- Jaap
- Jan Kordaat
- Jerry Spring
- Jess Long
- Joe Marshal
- Johan en Pirrewiet
- De Katamarom
- De Krobbels
- Lucky Luke
- Michael
- Michel en Dick
- De Minimensjes
- Minnolt
- Mulligan
- Mr. Kweeniewa en Geniale Olivier
- Natasja
- De Ouwe Kibbelaars
- Ouwe Niek & Zwartbaard
- Papyrus
- Piet Paulsen
- Poesie
- Poezekat
- Pony
- Rammelbuik
- Robbedoes en Kwabbernoot
- Rolf Karsten
- Sam en de beer
- Sammy
- Sandy en Hoppy
- Simon de Danser
- De Sliert
- De Smurfen
- Snoesje
- Sophie
- Starter
- Stany Derval
- Steven Sterk
- Theo en Pieterjan
- Timoer
- Toet en Kli-Wong
- Wladimir
- Yoko Tsuno